# Austrolebias reicherti
Austrolebias reicherti är en fiskart som först beskrevs av João de Loureiro och García 2004.  Austrolebias reicherti ingår i släktet Austrolebias och familjen Rivulidae. Inga underarter finns listade.